# Понтераніка
Понтераніка (італ. Ponteranica) — муніципалітет в Італії, у регіоні Ломбардія,  провінція Бергамо.
Понтераніка розташована на відстані близько 490 км на північний захід від Рима, 50 км на північний схід від Мілана, 5 км на північ від Бергамо.
Населення — 6857 осіб (2014).

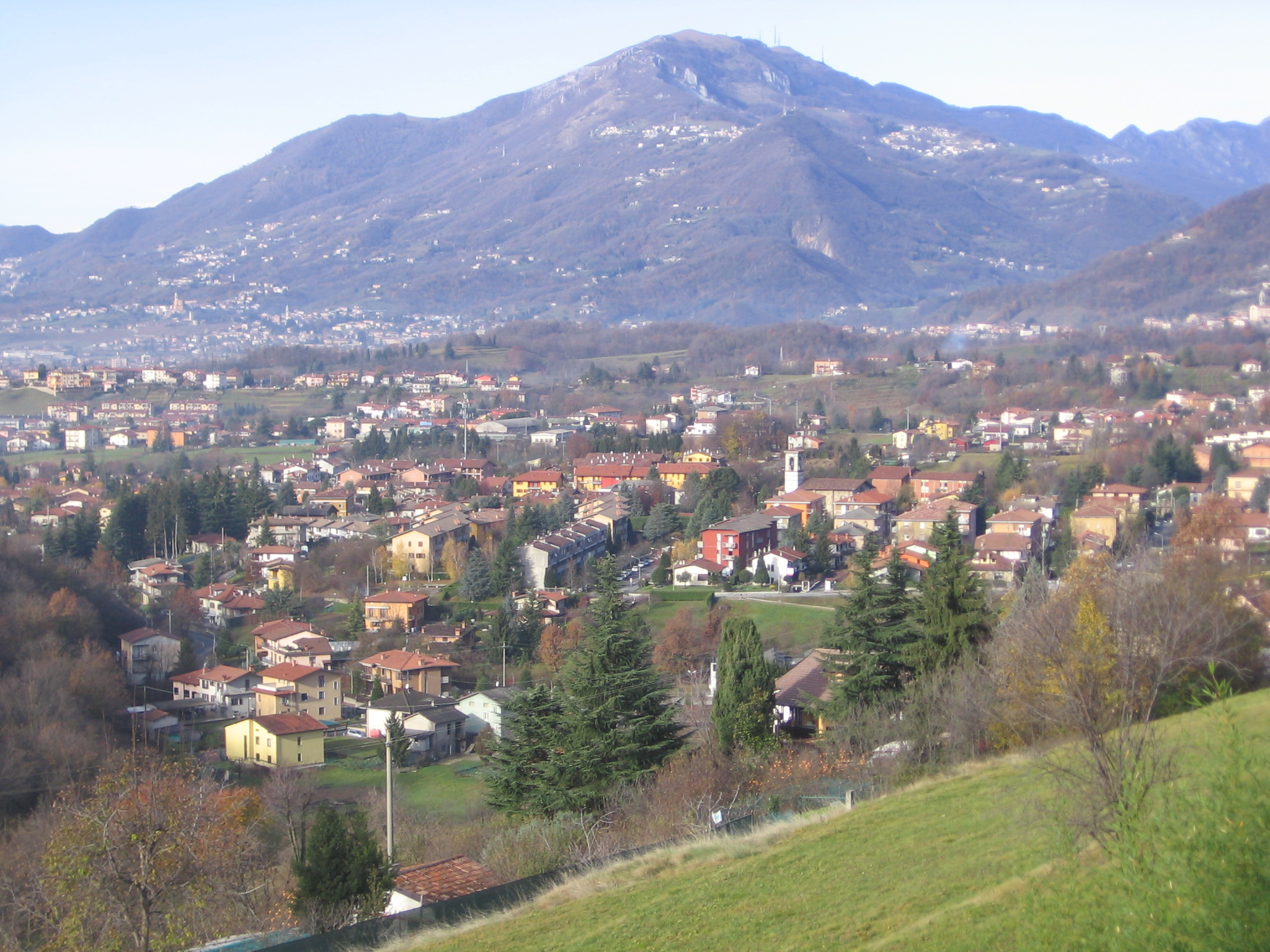

Щорічний фестиваль відбувається 27 липня. Покровитель — святий Пантелеймон.

## Демографія
Населення за роками:

Станом на 1 січня 2023 року в муніципалітеті офіційно проживали 402 іноземці з 51 країни, серед них 59 громадян країн Євросоюзу та 46 громадян України.

## Сусідні муніципалітети
- Альцано-Ломбардо
- Бергамо
- Раніка
- Соризоле
- Торре-Больдоне
- Цоньо